# Rafał Melia
Rafał Melia właśc. Raffaele Melia (ur. 6 maja 1804 w Rzymie, zm. 11 listopada 1876 w Rzymie) – włoski ksiądz katolicki, generał pallotynów w latach 1856-1862.
Ksiądz Rafał Melia urodził się w 1804 w Rzymie.
Jako kapłan diecezji rzymskiej i wicerektor Kolegium Propagandy w 1837 wstąpił do wspólnoty utworzonej przez św. Wincentego Pallottiego przy kościele Świętego Ducha w Rzymie. 7 lat później jako doktor teologii i adiunkt do spraw studiów Kongregacji Rozkrzewiania Wiary oraz jako najwierniejszy współpracownik ks. Pallottiego wyjechał do Londynu, aby zostać duszpasterzem Włochów i kapelanem kaplicy sardyńskiej. W 1848 złożył przyrzeczenia w pallotyńskiej Kongregacji i został rektorem oraz prokuratorem misji w Londynie. Był budowniczym kościoła Świętego Piotra w stolicy Anglii. Przebywając w Rzymie, głosił misje i rekolekcje wspólnie z ks. Wincentym Pallottim.
16 lutego 1856 ks. Rafał Melia został generałem Pobożnego Stowarzyszenia Misyjnego (tak od 1854 do 1947 nazywali się pallotyni).
Ks. Rafałowi Melii nie udało się rozwiązać trudności wewnętrznych młodego pallotyńskiego Stowarzyszenia i uzyskać zatwierdzenia jego reguł. Na skutek usilnych próśb kard. Mikołaja Wisemana, by powrócić do pracy w Londynie, ks. Melia na początku 1862, przed upływem swej 6-letniej kadencji na stanowisku przełożonego generalnego Stowarzyszenia, zrzekł się tego stanowiska i wyjechał do Londynu.
Pracy apostolskiej w Anglii ks. Melia poświęcił w sumie 30 lat swego życia. Napisał kilka niezwykle poczytnych książek w kilku językach.
Zmarł w Rzymie w wieku 72 lat w wyniku zapalenia płuc, którego nabawił się podczas pracy w konfesjonale. Jest pierwszym pallotynem, który spoczął na cmentarzu Campo Verano w Rzymie.
Papież Pius IX nazywał go świętym.